# Villelongue-dels-Monts
Villelongue-dels-Monts (în catalană Vilallonga dels Munts) este o comună în departamentul Pyrénées-Orientales din sudul Franței. În 2009 avea o populație de 1.384 de locuitori.

## Evoluția populației
| An        | 1975 | 1982 | 1990 | 1999  | 2006  | 2009  |
| --------- | ---- | ---- | ---- | ----- | ----- | ----- |
| Populație | 513  | 749  | 831  | 1.069 | 1.300 | 1.384 |